# Kidney Island
För andra betydelser, se Kidney Island (olika betydelser).
Kidney Island, ("Njurön"), med namn efter sin form, är en liten ö inom ögruppen Falklandsöarna i Sydatlanten med en yta på 33 hektar öster om Östra Falkland, inte långt från huvudorten Stanley. Den är ett naturreservat och i motsats till de flesta av de största öarna är den fortfarande täckt av gröegräs. Dess djurliv innefattar klipphopparpingviner, åsnepingviner, magellanpingviner och sjölejon. Det är en av endast tre platser i arkipelagen där kungspingviner fortplantar sig, de andra är Saunders Island och Volunteer Point på Östra Falkland.
Ön ligger vid den östra änden av Berkeley Sound nära Kidney Cove, och är åtskild från Port William av Menguera Point.

## Historia
Den 1 maj 1982, under Falklandskriget, skadades den argentinska patrullbåten Islas Malvinas GC82 i närheten av ön av en helikopter av typ Westland Lynx HAS.Mk.2/3 från det brittiska örlogsfartyget HMS Alacrity. Helikoptern skadades också svårt sedan det argentinska kustfartyget ARA Forrest besvarat elden.